# Zoopagomycota
Zoopagomycota es una división de hongos que incluye la mayoría de las subdivisiones incluidas en la división parafilética Zygomycota, no obstante se han propuesto otros arreglos para la taxonomía de estos grupos.
Esta división es más o menos una alternativa correcta a Zygomycota, ya que incluye a Zoopagomycotina, Kickxellomycotina y Entomophthoromycotina. También incluye a la familia Olpidiaceae que anteriormente se clasificaba dentro de Chytridiomycota debido a sus hábitos y morfología, pero sorpresivamente los análisis moleculares lo encontraron anidado dentro de Amastigomycota como grupo hermano del orden Basidiobolales dentro de Entomophthoromycotina. De esta manera se excluye a la división Mucoromycota la cual esta más estrechamente emparentada con Dikarya.

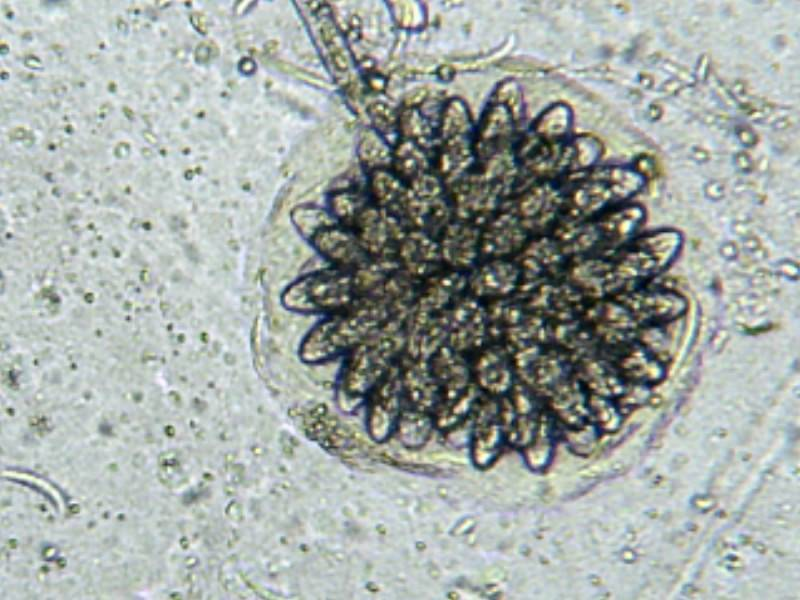
Hifas de Rhopalomyces.

Los hongos de esta división son mohos u hongos filamentosos que pueden ser saprótrofos, parásitos de animales, plantas y otros hongos, depredadores de protozoos. Las hifas de Zoopagomycota pueden estar compartimentadas por septos que pueden ser completos o uniperforados; en el último, los septos bifurcados contienen tapones lenticulares opacos a los electrones. La formación de zigosporas generalmente involucra puntas de hifas modificadas, células de talo. La reproducción puede ser sexual o asexual, mediante zigosporas. La reproducción sexual, implica la producción de zigosporas por conjugación gametangial, mientras que los estados reproductivos asexuales incluyen esporangios, merosporangios, conidios y clamidosporas.

## Filogenia
La filogenia es aproximadamente la siguiente:
|  | Entomophthoromycotina (incluyendo a Olpidiaceae)                      |
|  |                                                                       |
|  | \| \| Kickxellomycotina \| \| \| \| \| \| Zoopagomycotina \| \| \| \| |
|  |                                                                       |
|  | Kickxellomycotina                                                     |
|  |                                                                       |
|  | Zoopagomycotina                                                       |
|  |                                                                       |

|  | Kickxellomycotina |
|  |                   |
|  | Zoopagomycotina   |
|  |                   |

|  | Mortierellomycotina                                                |
|  |                                                                    |
|  | \| \| Glomeromycotina \| \| \| \| \| \| Mucoromycotina \| \| \| \| |
|  |                                                                    |
|  | Glomeromycotina                                                    |
|  |                                                                    |
|  | Mucoromycotina                                                     |
|  |                                                                    |

|  | Glomeromycotina |
|  |                 |
|  | Mucoromycotina  |
|  |                 |

|  | Entorrhizomycota                                             |
|  |                                                              |
|  | \| \| Ascomycota \| \| \| \| \| \| Basidiomycota \| \| \| \| |
|  |                                                              |
|  | Ascomycota                                                   |
|  |                                                              |
|  | Basidiomycota                                                |
|  |                                                              |

|  | Ascomycota    |
|  |               |
|  | Basidiomycota |
|  |               |

|  | Mortierellomycotina                                                |
|  |                                                                    |
|  | \| \| Glomeromycotina \| \| \| \| \| \| Mucoromycotina \| \| \| \| |
|  |                                                                    |
|  | Glomeromycotina                                                    |
|  |                                                                    |
|  | Mucoromycotina                                                     |
|  |                                                                    |

|  | Glomeromycotina |
|  |                 |
|  | Mucoromycotina  |
|  |                 |

|  | Entorrhizomycota                                             |
|  |                                                              |
|  | \| \| Ascomycota \| \| \| \| \| \| Basidiomycota \| \| \| \| |
|  |                                                              |
|  | Ascomycota                                                   |
|  |                                                              |
|  | Basidiomycota                                                |
|  |                                                              |

|  | Ascomycota    |
|  |               |
|  | Basidiomycota |
|  |               |

|  | Entomophthoromycotina (incluyendo a Olpidiaceae)                      |
|  |                                                                       |
|  | \| \| Kickxellomycotina \| \| \| \| \| \| Zoopagomycotina \| \| \| \| |
|  |                                                                       |
|  | Kickxellomycotina                                                     |
|  |                                                                       |
|  | Zoopagomycotina                                                       |
|  |                                                                       |

|  | Kickxellomycotina |
|  |                   |
|  | Zoopagomycotina   |
|  |                   |

|  | Mortierellomycotina                                                |
|  |                                                                    |
|  | \| \| Glomeromycotina \| \| \| \| \| \| Mucoromycotina \| \| \| \| |
|  |                                                                    |
|  | Glomeromycotina                                                    |
|  |                                                                    |
|  | Mucoromycotina                                                     |
|  |                                                                    |

|  | Glomeromycotina |
|  |                 |
|  | Mucoromycotina  |
|  |                 |

|  | Entorrhizomycota                                             |
|  |                                                              |
|  | \| \| Ascomycota \| \| \| \| \| \| Basidiomycota \| \| \| \| |
|  |                                                              |
|  | Ascomycota                                                   |
|  |                                                              |
|  | Basidiomycota                                                |
|  |                                                              |

|  | Ascomycota    |
|  |               |
|  | Basidiomycota |
|  |               |

|  | Mortierellomycotina                                                |
|  |                                                                    |
|  | \| \| Glomeromycotina \| \| \| \| \| \| Mucoromycotina \| \| \| \| |
|  |                                                                    |
|  | Glomeromycotina                                                    |
|  |                                                                    |
|  | Mucoromycotina                                                     |
|  |                                                                    |

|  | Glomeromycotina |
|  |                 |
|  | Mucoromycotina  |
|  |                 |

|  | Entorrhizomycota                                             |
|  |                                                              |
|  | \| \| Ascomycota \| \| \| \| \| \| Basidiomycota \| \| \| \| |
|  |                                                              |
|  | Ascomycota                                                   |
|  |                                                              |
|  | Basidiomycota                                                |
|  |                                                              |

|  | Ascomycota    |
|  |               |
|  | Basidiomycota |
|  |               |

## Taxonomía
- Zoopagomycota
  - Kickxellomycotina
    - Dimargaritomycetes
      - Ramicandelaberales
      - Dimargaritales

    - Kickxellomycetes
      - Barbatosporales
      - Spiromycetales
      - Orphellales
      - Kickxellales
      - Asellariales
      - Harpellales

  - Entomophthoromycotina
    - Basidiobolales
    - Entomophthorales
    - Neozygitales
    - Olpidiales

  - Zoopagomycotina
    - Zoopagales